# Munteni, Cimișlia
Munteni este un sat din cadrul comunei Lipoveni din raionul Cimișlia Republica Moldova.

## Demografie

### Structura etnică
Structura etnică a localității conform recensământului populației din 2004:
| Grup etnic                    | Populație | % Procentaj |
| ----------------------------- | --------- | ----------- |
| Băștinași declarați Moldoveni | 551       | 99,46%      |
| Ucraineni                     | 1         | 0,18%       |
| Ruși                          | 1         | 0,18%       |
| Bulgari                       | 1         | 0,18%       |
| Total                         | 554       |             |